# Муртазалієв Махач Далгатович
Махач Далгатович Муртазалієв  (рос. Махач Далгатович Муртазалиев; нар. 4 червня 1984, селище Кеді, Цумадинський район, Дагестанська АРСР) — російський борець вільного стилю, дворазовий чемпіон світу, чотириразовий чемпіон Європи, бронзовий призер Олімпійських ігор. Заслужений майстер спорту Росії з вільної боротьби.

## Біографія
Боротьбою займається з 1996 року. Вихованець СДЮШОР імені Шаміля Умаханова, Хасав'юрт. Тренери: Абдурахман Мірзаєв, Магомед Гусейнов. Був чемпіоном світу 2003 року серед юніорів, дворазовим переможцем чемпіонатів Європи 2000 та 2001 років серед кадетів. Виступав за ЦСКА, Москва. Чемпіон Росії (2004—2006 — до 66 кг; 2007 — до 74 кг). Срібний призер чемпіонату Росії (2008 — до 74 кг).
У збірній команді Росії з 2004 по 2011 рік. Завершив виступи 2011 через травму плеча.
У 2001 закінчив середню школу в місті Хасав'юрт. Випускник Дагестанського державного педагогічного університету 2006 року. Навчався на юридичному факультеті в Дагестанському державному університеті.

### Родина
Молодший брат — Муса Муртазалієв, борець вільного стилю, що захищає кольори збірної Вірменії, триразовий призер чемпіонатів Європи.

## Спортивні результати на міжнародних змаганнях

### Виступи на Олімпіадах
| Змагання                    | Збірна | Вагова категорія          | Місце  |
| --------------------------- | ------ | ------------------------- | ------ |
| Літні Олімпійські ігри 2004 | Росія  | вільна боротьба, до 66 кг | Бронза |

### Виступи на Чемпіонатах світу
| Змагання                        | Збірна | Вагова категорія          | Місце  |
| ------------------------------- | ------ | ------------------------- | ------ |
| Чемпіонат світу з боротьби 2005 | Росія  | вільна боротьба, до 66 кг | Золото |
| Чемпіонат світу з боротьби 2006 | Росія  | вільна боротьба, до 66 кг | 9      |
| Чемпіонат світу з боротьби 2007 | Росія  | вільна боротьба, до 74 кг | Золото |

### Виступи на Чемпіонатах Європи
| Змагання                         | Збірна | Вагова категорія          | Місце  |
| -------------------------------- | ------ | ------------------------- | ------ |
| Чемпіонат Європи з боротьби 2004 | Росія  | вільна боротьба, до 66 кг | Золото |
| Чемпіонат Європи з боротьби 2006 | Росія  | вільна боротьба, до 66 кг | Золото |
| Чемпіонат Європи з боротьби 2007 | Росія  | вільна боротьба, до 74 кг | Золото |
| Чемпіонат Європи з боротьби 2008 | Росія  | вільна боротьба, до 74 кг | Золото |

### Виступи на інших змаганнях
| Змагання                                | Збірна | Вагова категорія          | Місце  |
| --------------------------------------- | ------ | ------------------------- | ------ |
| Чемпіонат Росії з вільної боротьби 2004 | Росія  | до 66 кг                  | Золото |
| Чемпіонат Росії з вільної боротьби 2005 | Росія  | до 66 кг                  | Золото |
| Чемпіонат Росії з вільної боротьби 2006 | Росія  | до 66 кг                  | Золото |
| Чемпіонат Росії з вільної боротьби 2007 | Росія  | до 74 кг                  | Золото |
| Чемпіонат Росії з вільної боротьби 2008 | Росія  | до 74 кг                  | Срібло |
| Гран-прі «Іван Яригін» 2009             | Росія  | вільна боротьба, до 74 кг | Золото |
| Турнір Алі Алієва 2011                  | Росія  | вільна боротьба, до 74 кг | Золото |

### Виступи на змаганнях молодших вікових груп
| Змагання                                       | Збірна | Вагова категорія          | Місце  |
| ---------------------------------------------- | ------ | ------------------------- | ------ |
| Чемпіонат Європи з боротьби серед кадетів 2000 | Росія  | вільна боротьба, до 42 кг | Золото |
| Чемпіонат Європи з боротьби серед кадетів 2001 | Росія  | вільна боротьба, до 54 кг | Золото |
| Чемпіонат світу з боротьби серед юніорів 2003  | Росія  | вільна боротьба, до 60 кг | Золото |